# Michael Giacchino
Michael Giacchino   (Riverside Township, 10 d'octubre de 1967) és un compositor estatunidenc multipremiat de bandes sonores conegut principalment per la seva participació en les produccions (tant cinematogràfiques com televisives) de J. J. Abrams i les pel·lícules d'animació de Pixar dirigides per Brad Bird, encara que també és el responsable de les partitures d'alguns coneguts videojocs d'ambientació bèl·lica. El seu primer treball conegut va ser la banda sonora del videojoc El Món Perdut, adaptació de la pel·lícula del mateix nom, que al seu torn era la seqüela de Parc Juràssic.

## Biografia
Giacchino va néixer a Riverside Township, Nova Jersey. Els avantpassats del seu pare provenien de Sicília i els avantpassats de la seva mare van emigrar des d'Abruzzo, al centre de Itàlia. Té la doble ciutadania nord-americana i italiana. Va passar la seva infantesa a Edgewater Park Township, a Nova Jersey. Es va graduar a la Holy Cross Academy de Delran Township (Nova Jersey) el 1986.
Giacchino va començar a combinar imatges i música als 10 anys, quan al soterrani de casa seva va començar a crear animacions stop-motion amb bandes sonores casolanes. Mentre es trobava fent l'educació secundària, un professor d'art va recomanar als seus pares que l'enviessin a la School of Visual Arts de la ciutat de Nova York. Es va graduar el 1990 amb un títol de llicenciat en Belles Arts, després de les quals va rebre classes de música a la Juilliard School.

## Obres
- Jojo Rabbit (2019)
- Jurassic World (2015)
- Up (2009)
- Cloverfield (2008)
- Star Trek (2008)
- Speed Racer (2008)
- Turning Point: Fall of Liberty (2008)
- Medal of Honor: Airborne (2007)
- Ratatouille (2007)
- Lost (2004 - 2010)
- Six Degrees (2006)
- Lifted (2006)
- Alias (2001 - 2006)
- What About Brian (2006)
- Missió: Impossible III (Mission: Impossible III) (2006)
- Black (2006)
- Sky High (2005)
- Els increïbles (2004)
- Call of Duty (2003)
- Call of Duty: United Offensive
- Phenomenon II (2003)
- Medal of Honor: Allied Assault (2002)
- Medal of Honor: Underground
- My Brother the Pig (1999)
- Medal of Honor (1999)
- Los Gringos (1999)
- Small Soldiers (1998)
- The Lost World: Jurassic Park (1997)

## Premis
- 2004 - LAFCA Awar - Els increïbles
- 2005 - World Soundtrack Award - Els Increïbles
- 2005 - Sierra Award - Els Increïbles
- 2005 - Emmy - Lost
- 2005 - BMI Film Music Award - Els Increïbles
- 2005 - BMI TV Music Award - Lost
- 2005 - Annie - Els Increïbles
- 2005 - ASCAP Award - Lost
- 2006 - ASCAP Award - Lost
- 2010 - Globus d'Or - Up
- 2010 - Grammy a la millor banda sonora - Up
- 2024 - Goya a la millor música original - La societat de la neu[7]